# Dimorphandra conjugata
Dimorphandra conjugata är en ärtväxtart som först beskrevs av Frederik Louis Splitgerber, och fick sitt nu gällande namn av Noel Yvri Sandwith. Dimorphandra conjugata ingår i släktet Dimorphandra och familjen ärtväxter. Inga underarter finns listade i Catalogue of Life.